# Stefano Mancuso
Stefano Mancuso (Catanzaro, 09 de maio de 1965) é um botânico italiano, professor do departamento de agricultura, alimentação, meio ambiente e silvicultura na Universidade de Florença. Ele é o diretor do Laboratório Internacional de Neurobiologia Vegetal, membro do comitê diretor da Society of Plant Signaling and Behavior, editor-chefe da revista Plant Signaling & Behavior e membro do Accademia dei Georgofili.

## Biografia
Mancuso desenvolveu interesse pela pesquisa de plantas durante seus estudos universitários. Desde 2001, ele é professor da Universidade de Florença e, em 2005, fundou o Laboratório Internacional de Neurobiologia Vegetal, projetado para estudar fisiologia, comportamento, biologia molecular, inteligência e outros campos da ciência vegetal.

## Pesquisa científica

### Inspirações e predecessores
A neurobiologia vegetal lida com a pesquisa da memória, incluindo aprendizagem transgeracional e epigenética, da experiência, por exemplo, a mimosa pudica, que responde ao toque dobrando suas folhas, da comunicação e da vida social das plantas.
Desde o início da década de 1990, alguns cientistas começaram a reconhecer que as plantas têm não apenas a capacidade de se comunicar umas com as outras, mas também uma forma própria de inteligência.

### Sistema radicular das plantas
Mancuso estudou as habilidades das plantas e seu sistema radicular, em particular, os topos das raízes, que são muito sensíveis a vários tipos de estímulos, como pressão, temperatura, certos sons, umidade e danos. De acordo com um artigo publicado em 2004 por um grupo de botânicos, que incluía Mancuso, as áreas dos ápices das raízes interagem entre si, formando uma estrutura cujas funções eles propuseram serem semelhantes às funções do cérebro de um animal.

## Atividades profissionais
Em 2010, Mancuso deu uma palestra em Oxford sobre o movimento das raízes no solo: como elas buscam água, nutrientes e capturam novos espaços. Mancuso também foi palestrante convidado na conferência TED Global no mesmo ano.
Em 2012, no projeto Plantoid, participou da criação de um robô "bio-inspirado" que imitava certas propriedades naturais das raízes, podendo, por exemplo, explorar uma área de difícil acesso ou contaminada por isso de um acidente nuclear ou o uso de armas bacteriológicas. O projeto Plantoid ainda está em desenvolvimento para a Comissão Europeia pelo consórcio dos cientistas, incluindo Mancuso.
Em 2013, publicou o livro Plant Intelligence (italiano: L'intelligenza delle piante ), em coautoria com Alessandra Viola.
Em 2014, na Universidade de Florença, Mancuso criou uma startup especializada em biomimética de plantas e uma estufa flutuante autônoma, que foi oferecida para produção em massa ao governo chileno em 2016.
Em 2017, ele publicou The Revolutionary Genius of Plants: A New Understanding of Plant Intelligence and Behavior . A tradução inglesa do livro foi escrita por Vanessa Di Stefano .

## Prêmios e homenagens
- Premio Nazionale di Divulgazione - Prêmio Nacional de Divulgação Científica, 2013
- Prêmio do Ministério Austríaco de Pesquisa e Economia para o Livro do Ano, 2016[27]
- Premio letterario Galileo per la divulgazione scientifica — livro “Plant revolution: le piante hanno già inventato il nostro futuro”, 21 de maio de 2018
- Prêmio Meio Ambiente no festival Tignano, 18 de julho de 2019[28]